# Vlajková věž v Hanoji
Vlajková věž v Hanoji (vietnamsky Cột cờ Hà Nội) je věž v Hanoji, hlavním městě Vietnamu, někdejší součást Hanojské citadely, jeden z ikonických symbolů města, zařazený na seznam světového dědictví UNESCO. Její celková výška je 33,4 m (41 m i s vlajkovým stožárem).

## Historie
Věž byla postavena v roce 1812 za vlády císařské dynastie Nguyễn jako pozorovací stanoviště tzv. Hanojské citadely, součásti tzv. Thanglongského královského města. Na rozdíl od mnoha jiných staveb v Hanoji nebyla zničena během francouzské pokračující invaze do Indočíny v letech 1894 až 1897 a následné existence tzv. Francouzské Indočíny, a byla kontinuálně používána jako vojenské pozorovací stanoviště. 
Posléze byla přeměněna na Vietnamské vojenské historické muzeum.

## Architektura

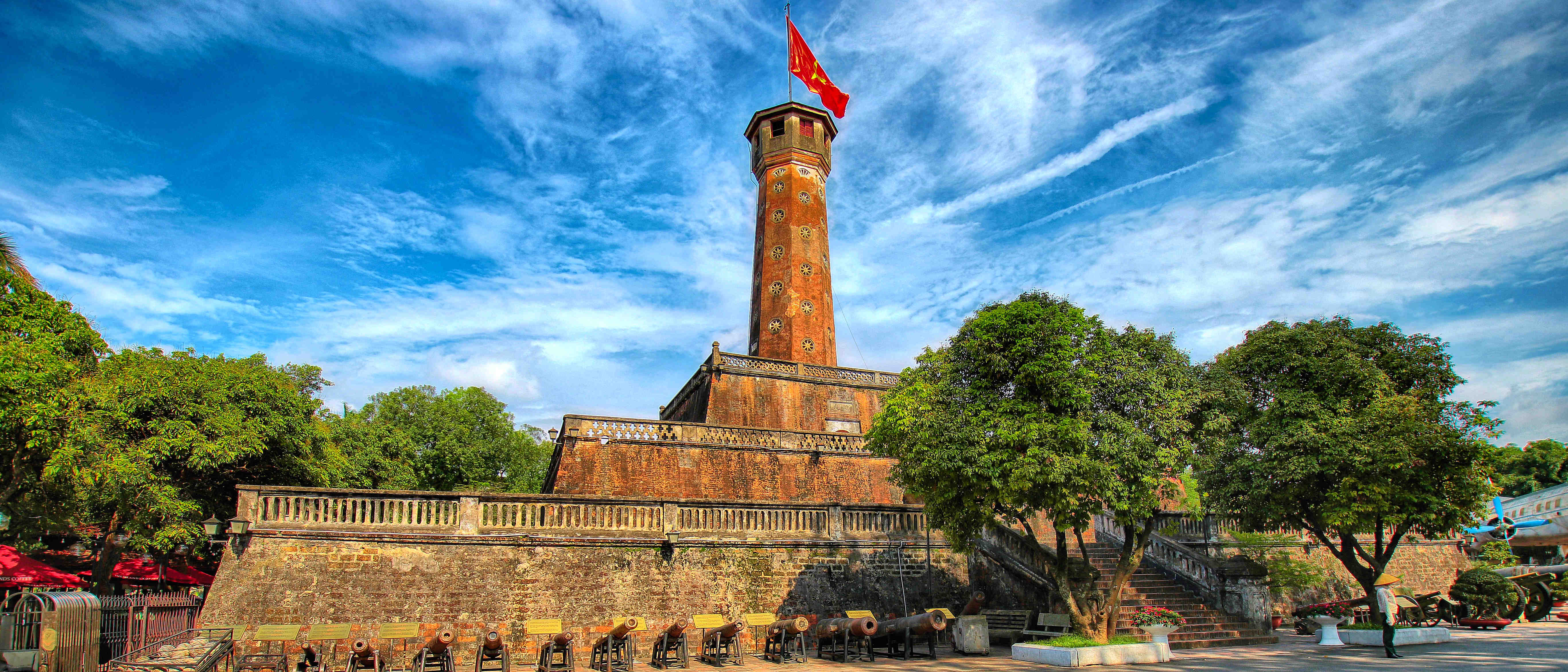
Vlajková věž v Hanoji

Cột cờ se skládá ze tří pyramidově uspořádaných pater a několikaúhelníkové věže s vnitřním točitým schodištěm vedoucím na vrcholový ochoz. První patro je 42,5 m široké a 3,1 m vysoké; druhé 25 m široký a 3,7 m vysoký a třetí pak 12,8 m široké a 5,1 m vysoké. Druhé patro má čtyři vstupy. Věž je osvětlena 36 okny ve tvaru květiny a 6 vějířovitými okny. Na vrcholu věže vlaje nekolikametrová vietnamská vlajka.
Nachází se v těsné blízkosti později zbudované vládní čtvrti, kde se mj. nachází Prezidentský palác, budova Národního shromáždění a také Ho Či Minovo mauzoleum s náměstím Ba Đình.

## Význam

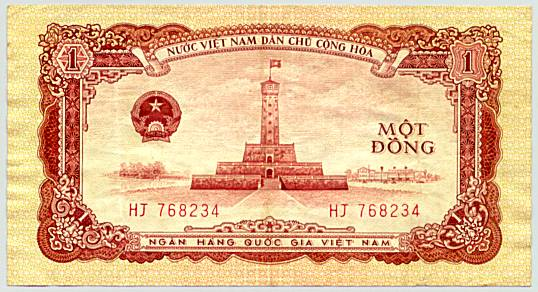
Bankovka Vietnamské demokratické republiky v hodnotě 1 dongu z roku 1958 s hanojskou Vlajkovou věží

Jedná se o jednu z ikonických staveb nejen pro Hanoj, ale i pro celý Vietnam. V minulosti byla zobrazena na bankovkách státní měny, vietnamského dongu, nachází se rovněž na logu vietnamských cigaret značky Thang Long.